# 豆玉
豆玉（まめたま、まめだま）または豆玉焼きとは、主に徳島県で食べられているお好み焼きの一種。甘く煮た金時豆と鶏卵を具として用いる。昔盛んだった製塩業など仕事の疲れを癒すため食べられてきた金時豆の煮物が第二次世界大戦後、徳島に近い関西風のお好み焼きに入れられるようになった。
小麦粉を水で溶いた生地と金時豆に、キャベツを加えて焼くと豆焼、それに鶏卵を加えると豆玉焼き、そこへさらに小エビの天ぷらをのせると豆天玉焼きと呼ばれる。

## 概要
混ぜ焼きの一つであり、水で溶いた小麦粉、刻んだキャベツという基本材料に、金時豆（大正金時）と卵を混ぜ込んで焼くことから豆玉と呼ばれる。もちっとした生地の合間に、ほっくりした豆の食感が現れ、また辛いソースと甘い豆という味の変化も生まれるため、地元において、老若男女を問わず人気がある。多くのお好み焼き店で最も安価なメニューの一つとなっている。豆焼系以外のお好み焼きに金時豆のトッピングを注文する客もいる。
徳島県では、甘く煮た金時豆をそのまま食べるだけでなく、他の料理に使うこともあり、金時豆はばら寿司の具としても定番である。スーパーマーケットでも数種類の煮た金時豆を扱っている事が多いが、地元徳島県で加工したものよりも、兵庫県で加工したものの方が多く流通している。

## 種類
豆玉は、キャベツを除けば、金時豆を入れただけようなシンプルなお好み焼きで、他の具と組み合わされることも多い。
豆天玉（焼き）
こねた小麦粉に小エビをごく少量入れ、円盤状にして食用油で揚げた、徳島県独特の天麩羅（てんぷら）と組み合わせるもの。
徳島市中心部で、戦後間も無い頃から食べられていた事から根強いファンが多く、とくしま豆天玉連というまちおこし団体が2013年4月に発足した。
豚豆玉（焼き）
豚ばら肉のスライスと組み合わせるもの。
烏賊豆玉（焼き）
ヤリイカやコウイカの切り身と組み合わせるもの。
カツ豆玉（焼き）
徳島県独特のフィッシュカツを上に乗せて焼くもの。一般的ではないが複数の店にある。